# Simpliciano de Milão
Simpliciano (em latim: Simplicianus) sucedeu Santo Ambrósio como bispo de Milão (então chamada Mediolano) em 397. Ele já era velho quando foi consagrado. Ele é considerado o responsável pela conversão de Santo Agostinho, que o elogiou por sua erudição e zelo, e também de Santo Alípio. Ele teria recontado a história de Mário Vitorino, um retórico, e seu batismo e conversão ao cristianismo públicos num tempo em que os cristãos foram expulsos das salas de aula pelo édito do imperador romano Valente. A história ajudou Agostinho a realmente se converter.
Simpliciano foi sucedido por Venério de Milão como bispo na cidade.